# Demirdöş
Demirdöş (kurd. Tirkân) ist ein fast verlassenes Dorf im Landkreis Kiğı der türkischen Provinz Bingöl. Es liegt ca. 50 km westlich der Kreisstadt, nahe der Grenze zur Provinz Tunceli. Im Jahre 2009 zählte es noch 6 Einwohner. Der kurdische Name ist in der Form Tirikan beim Katasteramt verzeichnet.